# Erdbeben von Kalabrien 1783
Die Erdbeben von Kalabrien waren eine Serie von fünf großen Erdbeben im Zeitraum vom 5. Februar bis zum 28. März 1783. Der stärkste Erdstoß ereignete sich am 5. Februar 1783 und hatte eine Magnitude von 7,1 MW. Neben Messina war eine Reihe weiterer Ortschaften in Kalabrien von schweren Zerstörungen betroffen. Mehr als 30.000 Menschen kamen dabei ums Leben. Durch die Beben wurden Tsunamis ausgelöst. Es ereigneten sich hunderte Nachbeben bis ins Jahr 1785.

## Tektonik

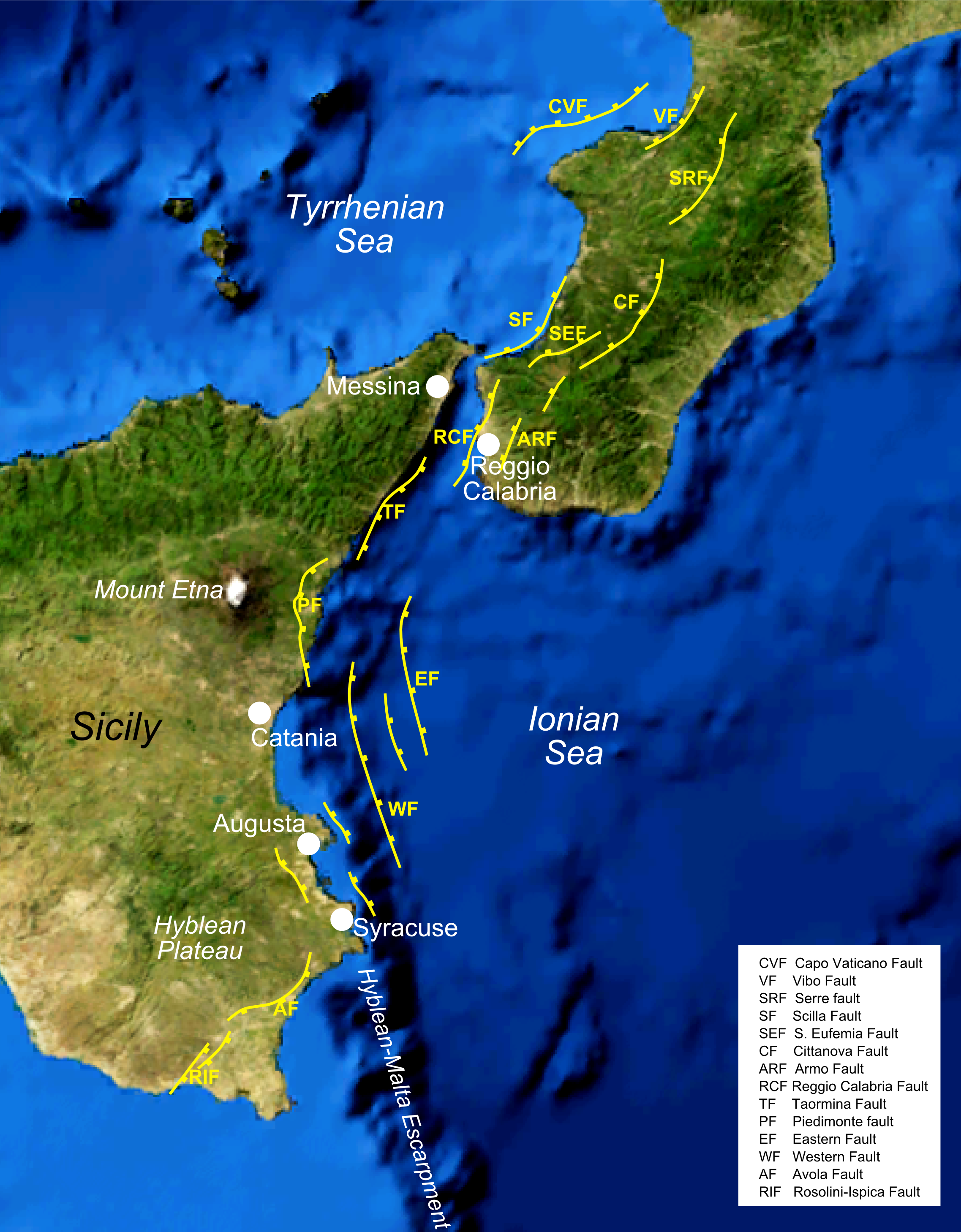
Einige Verwerfungen in der Region

In Kalabrien gibt es tektonisch einen extensionalen Trend, verbunden mit einer gleichzeitigen Bodenanhebung um 1,5–2,0 Millimeter pro Jahr. Entlang des Kalabrischen Apennins erstreckt sich ein etwa 350 Kilometer langer Gürtel von Abschiebungen. Die Verwerfungszone ist in mehrere, maximal 40–50 Kilometer lange Abschnitte unterteilt, an denen sich die Erdbeben von 1783 ereigneten. Manche dieser Abschnitte liegen nahe der Küste, andere vor der Küste im Meer.
| Datum           | Koordinaten                  | Magnitude | Intensität  | Beleg |
| --------------- | ---------------------------- | --------- | ----------- | ----- |
| 5. Februar 1783 | 38° 17′ 49″ N, 15° 58′ 12″ O | 7,1 MW    | XI MCS      | [ 1 ] |
| 6. Februar 1783 | 38° 10′ 59″ N, 15° 38′ 17″ O | 6,3 M     | VIII–IX MCS | [ 2 ] |
| 7. Februar 1783 | 38° 34′ 48″ N, 16° 12′ 4″ O  | 6,7 MW    | X–XI MCS    | [ 1 ] |
| 1. März 1783    | 38° 45′ 54″ N, 16° 18′ 0″ O  | 5,9 M     | IX–X MCS    | [ 2 ] |
| 28. März 1783   | 38° 47′ 6″ N, 16° 27′ 50″ O  | 7,0 MW    | XI MCS      | [ 1 ] |

Die Erdbeben von 1783 ereigneten sich entlang einer etwa 100 Kilometer langen Zone zwischen Reggio Calabria und Catanzaro. Beginnend in der Region des Aspromonte lagen die Epizentren der meisten folgenden Beben jeweils etwas weiter nördlich.
Das erste Hauptbeben vom 5. Februar um 12:45 Uhr Ortszeit ereignete sich an den Abschnitten Cittanova (CF), Sant’Eufemia (SEF) und Galatro (GF) der Verwerfungszone. Es erhöhte den Spannungszustand an der Scilla-Verwerfung (SF), wo sich am 6. Februar um 1:06 Uhr nachts das zweite Hauptbeben ereignete. Die beiden ersten Erschütterungen bewirkten an der Serre-Verwerfung (SRF) einen solchen Anstieg der Spannung, dass sich dort am 7. Februar mittags der dritte Hauptstoß ereignete. Eine ähnliche Kettenreaktion dürfte auch das nächtliche Hauptbeben vom 1. März ausgelöst haben, das sich weiter nördlich ebenfalls an der Serre-Verwerfung ereignete. Die vier ersten Stöße hatten wahrscheinlich geringe Herdtiefen von weniger als 20 Kilometern. Die Ursache des letzten Hauptbebens vom Abend des 28. März ist unklar, auch an welcher Verwerfung und mit welcher Herdtiefe es sich ereignete ist nicht abschließend geklärt.

## Folgen

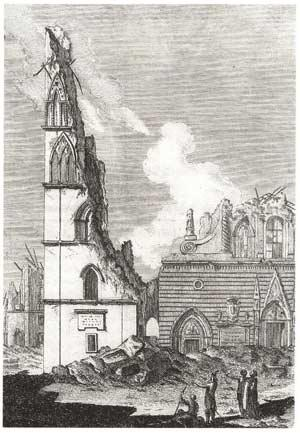
Der Glockenturm des Doms von Messina nach dem Erdbeben 1783

Die Hauptbeben am 5. und 6. Februar verwüsteten das Gebiet ostnordöstlich der Straße von Messina. Die schwersten Schäden entstanden im Gebiet des Aspromonte südlich von San Giorgio Morgeto und entlang der Küste südlich von Palmi. Das erste Beben war so stark, dass Menschen auf den Feldern sich nicht mehr auf den Beinen halten konnten. Dabei wurden die Orte Molochio, Oppido Mamertina, Terranova und Santa Cristina völlig zerstört. Schwere Schäden entstanden auch in Städten an der Küste, wie Palmi, Bagnara und Scilla. An der Erdoberfläche entstand ein 18 Kilometer langer Riss, mit einem vertikalen und horizontalen Versatz von bis zu drei Metern. Im Gebiet zwischen Molochio und Santa Cristina wurden zahlreiche, teils kilometerlange Erdrutsche ausgelöst, die in Tälern Flüsse aufstauten und mehrere Seen entstehen ließen.
Das Beben vom 6. Februar richtete vor allem an den Küsten schwere Schäden an und löste indirekt einen Tsunami aus, der Scilla und das Flachland von Capo Peloro auf Sizilien verheerte. Das Hauptbeben am 7. Februar zerstörte Dörfer am Fuß des Serre-Gebirges nördlich von San Giorgio Morgeto, wie Soriano, Sorianello, Gerocarne, Pizzoni und verschlimmerte die Situation in bereits betroffenen Orten wie San Giorgio Morgeto. Der Erdstoß vom 1. März traf die Gegend um Polia. Er hatte die geringste Magnitude der fünf Hauptbeben und daher ein entsprechend kleineres Schüttergebiet. Am 28. März traf das letzte schwere Beben der Sequenz besonders die Städte Borgia und Girifalco.
In den Gebieten mit großer Intensität wurden selbst sorgfältig errichtete Gebäude durch die Erdstöße dem Boden gleichgemacht. Überraschenderweise entstanden in Reggio Calabria und Messina relativ wenige Schäden. In Messina wurden vor allem durch frühere Erdbeben beschädigte Gebäude zerstört. Auch die Schäden an der Ionischen Küste Kalabriens war im Vergleich zu jenen an der Tyrrhenischen Küste moderat.
Die Erdbeben lösten mehrere Tsunamis aus. Der stärkste davon ereignete sich am 6. Februar 1783 nach einem durch einen Erdstoß verursachten Bergsturz und war für mehr als 1500 Todesopfer in Scilla verantwortlich.
Die Erdbebensequenz erregte viel Aufmerksamkeit bei Gelehrten im In- und Ausland, die eine große Anzahl von Berichten, Arbeiten und Karten darüber verfassten, so etwa Déodat Gratet de Dolomieu und William Hamilton. Die Opferzahlen betrugen nach den vorsichtigsten Schätzungen mehr als 30.000, Hamilton und Gratet de Dolomieu gingen von mehr als 40.000 aus. Einer zeitgenössischen Statistik zufolge starben in Bagnara über 3300 Menschen und auch in den Städten Polistena, Castelnova, Terranova, Scilla, Seminara, Cinquefrondi, San Giorgio Morgeto und Oppido kamen je mehr als 1000 Menschen ums Leben.